# Urotrygon serrula
Urotrygon serrula är en rockeart som beskrevs av Hildebrand 1946. Urotrygon serrula ingår i släktet Urotrygon och familjen Urotrygonidae. Inga underarter finns listade i Catalogue of Life.

## Bildgalleri

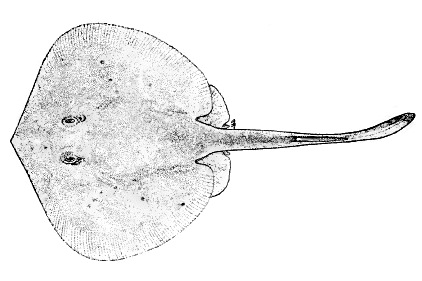